# Hol
Hol é uma comuna da Noruega, com 1868 km² de área e 4.556 habitantes, segundo o (censo de 2004).         